# 세인트헬레나 파운드
세인트헬레나 파운드 (또는 간단하게 "파운드" (pound)라고 불린다)는 영국의 해외 영토인 세인트헬레나와 어센션섬의 통화이다. 파운드 화에 기준 평가되며 1 파운드는 영국과 같이 100펜스로 나뉜다.

## 역사
처음에 영국의 통화가 세인트헬레나 제도에서 통화될 당시에는 20 실링과 12 펜스가 존재하였고 통화는 특별한 경우에만 자체 조달되었다. 그러던 중 1961년 2월을 전후로 하여 스텔링과 동등한 화폐 가치를 지니던 남아프리카 공화국의 통화가 도입되었다. 그러나 이는 오래가지 못하고 남아프리카 화폐가 소수점화 되면서 사실상 세인트헬레나 제도 내 지폐 지위를 박탈당했다. 1976년 세인트헬레나 정부가 지폐를 발행하기 시작하면서 1984년 이후로는 공용 화폐로서의 지위를 공식적으로 획득했다.

## 동전
1984년 세인트헬레나와 어센션섬 모두 기념 동전을 도입하였지만 계속해서 영국의 주화 방식을 그대로 따랐다. 1984년 두 제도의 이름을 각각 새긴 1, 2, 5, 10, 50 펜스와 1 파운드가 발행되었다. 모든 주화는 같은 크기이며 영국 주화와 상응한다. 20펜스 동전은 1998년에, 2 파운드 동전은 2002년에 도입되었다.

## 지폐

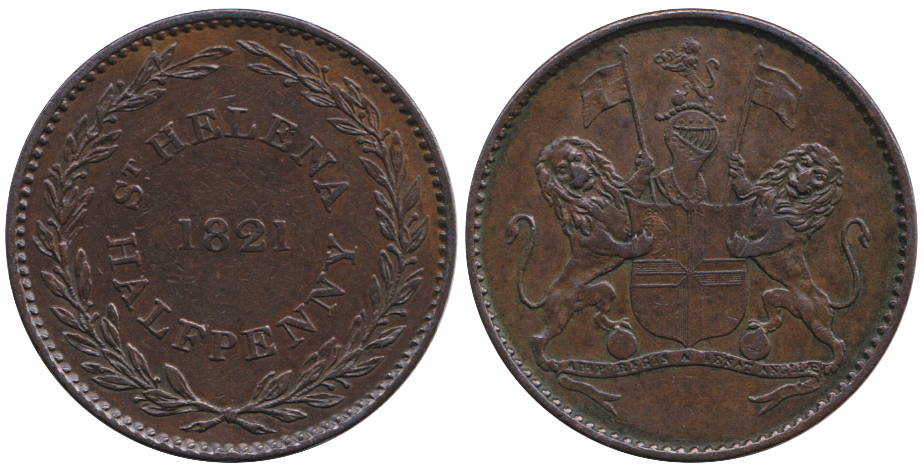
½페니 1821년

1716년에 세인트헬레나 제도 자문위원회(Governor and Council of the Island of St. Helena)가 2½ , 5 실링과 1, 2파운드를 발행하였다. 18세기 후반부터 생겨났으며 1917년 이후로 계속해서 발행되고 있다. 5, 20, 40실링은 세인트헬레나 통화관리국에서 주조되어 통용된다.
1976년, 1, 5 파운드 지폐는 정부에 의해 도입되었고 이어 50펜스, 10 파운드 지폐가 1979년에 도입되었다. 1 파운드 지폐는 1984년에 동전으로 대체된 것과 함께 1986년 20 파운드 지폐가 도입되었다.

## 기타
세인트헬레나 제도 내에는 국영은행이 없다보니 상업 은행에서 통화 업무를 감당한다. 하지만 지폐와 주화는 모두 세인트헬레나 제도 정부에서 발행된다.
두 제도의 지폐가 해당 지역에서만 통용되기 때문에 영국의 은행에서는 환전이 되지 않는다. 하지만 영국의 화폐는 이곳에서 별다른 문제 없이 바로 통용된다. 몇몇 가게와 백화점 등지에서는 다른 주요 화폐도 사용이 가능하다. 하지만 포클랜드 제도를 비롯한 타영국령 제도의 화폐만큼은 통용이 불허된다.
신용카드와 데빗 카드는 환영받는 화폐 대용 수단이 아니다. 때문에 여행자수표를 가져가는 것이 더 좋은 방법이다.

## 환율
세인트헬레나 파운드 환율은 영국 파운드와 같은 비율이다.